# Коронационные монеты и жетоны
Коронационные жетоны — монетовидные жетоны круглой формы, без ушка.
Всегда находившиеся в тени различных коронационных медалей и рублевиков, монетовидные (без ушка) жетоны выпускались к коронациям 11 из 14 императоров России. (Не было выпусков к коронации Петра I, Иоанна VI и Петра III.) Обзорных работ по коронационным жетонам, по всей видимости, пока нет. Даже их параметры во многих каталогах даны ориентировочно.
Только в последние годы стало ясно, что коронационные жетоны — интересные объекты изучения для нумизматов. Жетоны, выпущенные до коронации Александра III, по массе близки гривеннику, 25- или 20-копеечнику. В XVIII — начале XIX века у них и гурт шнуровидный, характерный именно для монет. По воспоминаниям современников, после коронации некоторое время их использовали в качестве знаков оплаты, по крайней мере водки (то есть они были монетовидными суррогатами денег). Жетоны, выпущенные к коронации Александра III и Николая II, трудно приравнять к какому-либо номиналу (именно в периоды их царствования и были отчеканены коронационные рубли). Тем не менее эти жетоны являются продолжением традиционного ряда. Большинство серьёзных коллекционеров в своих собраниях среди монет каждого царствования кладут и коронационный жетон — «входной билет» в «экспозиционный зал» монет данного царствования. Цена жетонов шести царствований конца XVIII — начала XX века — 80 — 150[чего?]. К = 4[уточнить]. Намного реже встречаются ранние жетоны, они стоят 300—500[чего?].
О немногочисленных золотых коронационных жетонах сведения также не систематизированы, но известно, что они выпускались в весе червонца (от Екатерины I до Екатерины II) или 5-рублевика (при Александре I). В зарубежных каталогах эти жетоны помещены среди монет наравне с дукатами разных стран (тоже не имеющими обозначения номинала). Интервал цен не определился, но в зависимости от царствования и состояния золотые жетоны стоят от 2 500 до 10 000[чего?].
Многие коллекционеры полагают, что не меньшие основания для включения в нумизматические коллекции имеют и жетоны, выпущенные на смерть императора («выходной» билет), цены их примерно того же уровня, что и «коронационные».